# Sauver les apparences. Sur la notion de théorie physique de Platon à Galilée
Sauver les apparences. Sur la notion de théorie physique de Platon à Galilée est un livre de philosophie des sciences et d'histoire des sciences écrit par Pierre Duhem et publié en 1908.

## Présentation générale

### Contenu
Sauver les apparences est un essai à la croisée de la philosophie, de l'histoire et de la physique. Duhem pose la question de la nature des relations entre les théories de physique (par le biais d'une étude du cas de l'astronomie) et de la métaphysique (que les anciens appelaient « physique »). Comme dans « Physique de croyant » (1904) et La théorie physique (1906), Duhem soutient que la physique dans son sens contemporain n'a pas besoin de se reposer sur une thèse métaphysique, et que la théorie physique est un cadre organisé pour classifier des lois qui touchent aux apparences. Les physiciens n'ont ainsi pas vocation à chercher les choses en soi.

### Titre
Le titre du livre est tiré d'un commentaire que Simplicius a écrit sur Aristote, dans son In Aristotelis quatuor libros de Caelo commentaria, selon lequel « [Platon] pose alors aux mathématiciens ce problème : quels sont les mouvements circulaires, uniformes et parfaitement réguliers qu'il convient de prendre pour hypothèses, afin que l'on puisse sauver les apparences présentées par les planètes ? ». On retrouve l'expression dans une lettre de Robert Bellarmin et plusieurs autres textes, cités dans l'ouvrage.

### Historique de publication
Pierre Duhem rédige Sauver les apparences tandis qu'il enseigne comme professeur d'université à l'université de Bordeaux. Le livre va dans le sens des thèses exposées dans son maître ouvrage publié deux ans plus tôt, La théorie physique. Son objet, sa structure.
L'ouvrage est publié pour une première fois, sous le titre grec ancien de Σῴζειν τὰ φαινόμενα (Sôzein ta phainomena, sauver les apparences) chez Hermann. Il rassemble cinq articles publiés par Duhem dans les Annales de philosophie chrétienne. L'introduction de la deuxième édition du livre est écrite par Paul Brouzeng. Il est rapidement traduit en anglais et publié aux University of Chicago Press, avec une préface de Stanley Jaki.

## Résumé

### Avant-propos
Pierre Duhem expose les deux problématiques de l'ouvrage : « Quelle est la valeur de la théorie physique ? », et « Quelles relations a-t-elle avec l'explication métaphysique ? ». Il relève que ces questions sont anciennes, car posées dès l'émergence d'une science de la nature, sous l'Antiquité. Afin de mener à bien sa réflexion, il se propose de mener une revue historique de la physique à partir d'un de ses champs, l'astronomie ; ce choix est dû au caractère précoce de la mathématisation de cette discipline, par rapport à celle, par exemple, de l'optique.

### La science hellénique
Pierre Duhem prend les écrits de Platon comme point de départ de sa revue historique. Simplicius, dans son Commentaire, analyse la proposition platonicienne selon laquelle « les corps célestes se meuvent d'un mouvement circulaire, uniforme et constamment régulier », et soutient implicitement qu'il est nécessaire que les hypothèses physiques soient conformes à l'observation (« quels sont les mouvements circulaires, uniformes et parfaitement réguliers qu'il convient de prendre pour hypothèses, afin que l'on puisse sauver les apparences présentées par les planètes ? »),.
Ainsi, « sauver les apparences » signifie que les hypothèses utilisées dans les constructions géométriques des physiciens sont « conforme[s] à ce que révèlent les observations ». Dans ce même but de sauver les apparences, Calippe avait jadis modifié « en quelques points la combinaison de sphères homocentriques qu'Eudoxe avait agencée » parce que les hypothèses d'Eudoxe « ne s'accordaient pas avec certains phénomènes, et qu'il a voulu que ces phénomènes fussent sauvés à leur tour »,.
Duhem compare cette méthode, celle de l'astronome platonicien, et celle du métaphysicien, telle que la pratique Aristote dans sa Physique. Le Stagirite soutient que l'astronome et le métaphysicien considèrent souvent le même objet, mais à partir de points de vue différents. Duhem résume : « tandis qu'Eudoxe et Calippe, suivant la méthode de l'astronome, contrôlent leurs hypothèses en examinant si elles sauvent les apparences, Aristote prétend diriger le choix de ces hypothèses par des propositions qu'ont justifiées certaines spéculations sur la nature des corps ; sa méthode est celle du [méta]physicien ».
Il est pourtant arrivé un moment où les astronomes se sont rendu compte qu'une hypothèse n'a pas besoin d'être conforme à l'observation. Ainsi, écrit Duhem, « des hypothèses différentes peuvent être également propres à représenter les phénomènes ». Hipparque a été l'un des premiers à se rendre compte que l'on peut « représenter la marche du Soleil ou bien en supposant que cet astre décrivît un cercle excentrique au Monde, ou bien en admettant qu'il fût porté par un cercle épicycle, pourvu que la révolution de cet épicycle s'effectuât précisément dans le temps que son centre parcourait un cercle concentrique au Monde ».
Il y a bien sûr une seule hypothèse qui puisse être conforme à la nature des choses (être kata phusin, selon la nature) ; aussi, toute hypothèse qui sauve les phénomènes concorde avec l'hypothèse conforme à la nature des choses. Plusieurs hypothèses différentes peuvent ainsi engendrer les mêmes conséquences en termes d'observation. Il demeure toutefois difficile de juger quelle hypothèse est celle qui est conforme à la nature. C'est là la tâche du métaphysicien, qui, méditant sur la nature des corps célestes, détermine laquelle est l'hypothèse vraie selon son système ; l'astronome, de son côté, se contente de « combiner les figures abstraites du géomètre et de les comparer aux apparences décrites par l'observateur ».
Geminus, dans un commentaire reproduit par Simplicius, traçait ainsi la ligne de séparation : le métaphysicien examine ce qui concerne « l'essence du Ciel et des astres, leur puissance, leur qualité, leur génération et leur destruction », là où l'astronomie « n'a aucune aptitude à parler de ces choses premières », et ne mène que des démonstrations sur l'« ordre des corps célestes, après qu'elle a déclaré que le Ciel est vraiment ordonné », et sur « des figures, des grandeurs et des distances de la Terre, du Soleil et de la Lune [...] des propriétés qualitatives et quantitatives de leurs mouvements [...] il est juste qu'elle requière le secours de l'arithmétique et de la géométrie ». Là où le métaphysicien s'attache à la cause, l'astronome « tirera ses preuves des circonstances extérieures qui accompagnent ce même effet ; il n'est point né capable de contempler la cause ». L'astronome ne sait pas si le corps est en repos par nature ou pas ; en revanche, « il pose à titre d'hypothèse que tels corps sont immobiles [...] et il examine quelles sont les suppositions avec lesquelles s'accordent les apparences célestes ».
Comme l'a écrit Ptolémée, l'astronome doit bien se garder de croire que ses constructions « aient, dans le Ciel, la moindre réalité ». Le scientifique doit s'attacher à l'hypothèse la plus simple. Les mouvements des astres dont traitent les astronomes sont de pures abstractions. Les combinaisons de mouvements proposées par les astronomes sont de « pures conceptions, dénues de toute réalité », et n'ont donc « pas à être justifiées à l'aide des principes de la [méta]physique ». Le seul impératif est qu'elles soient « disposées de telle sorte que les apparences soient sauvées ». Une fois que les hypothèses ont permis de décomposer le mouvement complexe des astres en mouvements plus simples, il ne faut ainsi pas croire qu'on soit parvenu à « découvrir les mouvements réels sous des mouvements apparents » : le réel, c'est déjà ce qui se manifeste à nous, et il n'y a pas à chercher une réalité cachée. Le but atteint par l'astronome est « plus modeste » : il aura « rendu les phénomènes célestes accessibles aux calculs des astronomes ».
Ainsi, l'astronomie ne cherche jamais à saisir l'essence des choses, mais à en donner une image ; cette image ne sera pas exacte, mais approchée, approximative. La science vise l'à-peu-près. Les hypothèses sont des « artifices géométriques » qui visent à « sauver les mouvements apparents », mais ne sont « ni vrais, ni vraisemblables », car « ce sont de pures conceptions [...] combinés dans l'unique but de fournir des conclusions conformes aux observations ».

### La philosophie des Arabes et des Juifs
Pierre Duhem se penche ensuite sur les travaux d'astronomie de l'âge d'or islamique ainsi que les travaux de l'astronomie juive. Il soutient que les Arabes « n'ont apporté que de bien minces perfectionnements aux hypothèses » des Grecs, car ils « ont cherché à voir et à toucher ce que les penseurs grecs avaient déclaré purement fictif et abstraits ». Alhazen a par exemple critiqué les astronomes grecs qui, pour rendre compte des mouvements célestes, « construisent des démonstrations abstraites au moyen du mouvement d'un point idéal », et souhaite constituer une « représentation plus exacte » du monde. Ils se satisfont de représenter leurs hypothèses « au moyen de corps solides qui se laissent tourner et sculpter », mais c'est une erreur : « leur imagination, dont les besoins sont assouvis, se prend pour la raison et croit avoir pénétré la nature même des choses ».
Averroès, en bon aristotélicien, exige que l'astronomie tire ses principes de la métaphysique du Stagirite, et écrit : « il faut donc que l'astronome construise un système astronomique tel que les mouvements célestes en résultent et qu'il n'implique aucune impossibilité au point de vue de la [méta]physique ». C'est à ce titre qu'en métaphysicien, il critique l'astronomie : « l'astronomie [...] n'existe pas ; elle convient au calcul, mais ne s'accorde pas avec ce qui est ».
L'auteur s'attache ensuite à analyser la position épistémologique de Maïmonide. Il soutient qu'il défend, dans le Guide des égarés, l'idée selon laquelle la connaissance métaphysique, celle de la nature des choses célestes, « passe les forces de l'homme », et qu'à ce titre, seules les « choses sublunaires » sont accessibles à leur faible raison. Maïmonide s'arrête toutefois à la conclusion selon laquelle il est « insensé de tenter la construction d'une physique céleste qui prétende, par ses principes, connaître de la cinquième essence », sans jamais aller plus loin.

### La scolastique chrétienne au Moyen Âge
La scolastique chrétienne du XIIIe siècle a hésité entre « une science naturelle conforme aux enseignements de l'expérience », et une science astronomique dont les lois sont fondées sur des hypothèses fictives. La scolastique a plutôt été entraînée vers la première option, du fait de « son respect pour la métaphysique du Philosophe », Aristote faisant figure de maître à penser. Bernard de Verdun, un religieux, soutient que les confirmations multiples d'une théorie par l'expérience permet d'affirmer que les hypothèses sont justes. Pourtant, écrit Duhem, aussi nombreuses que soient les confirmations expérimentales, « jamais les hypothèses qui portent cette théorie n'acquièrent la certitude des vérités de sens commun ».
L'auteur met en lumière la position de Roger Bacon, souvent représenté comme « le précurseur de la méthode expérimentale ». Bacon se montrait en réalité critique envers les astronomes, car il considérait néfaste de créer des hypothèses fictives. Selon lui, les « mathématiciens purs, qui ignorent la [méta]physique », détruisent « l'ordre et les principes de la [méta]physique ». Plus loin dans son œuvre, il se trouve toutefois obligé d'admettre que « l'on ne trouve ni instruments, ni canons, ni tables construits en vue de soumettre au contrôle des faits les hypothèses des [méta]physiciens ». Il se trouve ainsi obligé d'admettre que l'objet d'une théorie astronomique est de « fournir des calculs conformes aux observations ».
Thomas d'Aquin a écrit, à cette époque, que « les suppositions que les astronomes ont imaginées ne sont pas nécessairement vraies ; bien que ces hypothèses paraissent sauver les phénomènes, il ne faut pas affirmer qu'elles sont vraies, car on pourrait peut-être expliquer les mouvements apparents des étoiles par quelque autre procédé que les hommes n'ont point encore conçu ». Dans la Somme théologique, il écrit que l'on peut rendre compte d'une chose ou bien en mettant en place une démonstration suffisante, ce qui est fait en métaphysique, ou bien en « fai[sant] voir quels effets s'accordent avec un principe posé d'avance », ce qui est le cas de l'astronomie. Dans cette discipline, dit-il, « on rend compte des excentriques et des épicycles par le fait qu'au moyen de cette hypothèse, on peut sauver les apparences sensibles ». Il s'agit toutefois d'être prudent sur les hypothèses, car « ces mouvements apparents se pourraient peut-être sauver au moyen au moyen d'une autre hypothèse ».

### La Renaissance de Copernic
Au XIVe siècle, les enseignants de l'université de Paris essaiment dans toute l'Europe. Henri Heinbuch de Hesse, bachelier en théologie de la Sorbonne, est appelé vers 1380 à Vienne pour fonder l'université de Vienne. Les universités italiennes, influencées par Averroès, à cette époque, « refusaient à l'astronomie le droit d'user d'hypothèses qui ne fussent pas conformes à la nature des choses ». Certains astronomes écrivent des livres où ils soutiennent l'utilisation d'hypothèses fictives, mais publient souvent de manière discrète, ou en secret ; certains essaient de réfuter la position des astronomes, comme Agostino Nifo, qui traite de « fables de vieilles femmes » les hypothèses fictives qu'utilisait jadis Ptolémée.
L'apport principal de la scolastique parisienne, selon Duhem, est qu'elle a « proclamé et pratiqué un principe puissant et fécond » : elle a reconnu que « la physique du monde sublunaire n'était pas hétérogène à la physique céleste », que les deux procédaient selon la même méthode. Les hypothèses de l'une et de l'autre ont « pour seul objet de sauver les phénomènes ».

### Copernic et Rhaeticus
Copernic considère que le problème de l'astronomie est de « sauver les apparences au moyen d'hypothèses conformes aux principes de la [méta]physique » (Duhem). Il se trouve face à un dilemme : les partisans d'Averroès ont « adopté des hypothèses physiquement acceptables, mais ils n'ont pu sauver les phénomènes » ; ceux de Ptolémée ont sauvé les apparences, mais « leurs suppositions contredisent à la science de la nature ». Copernic va ainsi chercher à trancher le débat en ne s'enrôlant ni dans une école de pensée, ni dans l'autre, mais en cherchant à trouver des « hypothèses vraies », des « suppositions conformes à la nature des choses ». Il propose l'hypothèse du mouvement de la Terre, de manière fictive, et il constate qu'elle est capable de sauver les phénomènes, car les observations ne sont pas en opposition à l'hypothèse.

### De la préface d'Osiander à la réforme grégorienne du calendrier
Andreas Osiander, dans la préface du livre de Copernic Des révolutions des sphères célestes, écrit : « Il n'est pas nécessaire que ces hypothèses soient vraies ; il n'est même pas nécessaire qu'elles soient vraisemblables ; cela seul suffit que le calcul auquel elles conduisent s'accorde avec les observations ». Ces hypothèses n'ont pas pour but de « persuader à qui que ce soit qu'il en est ainsi dans la réalité, mais uniquement en vue d'instituer un calcul exact ». Il réaffirme ce qu'il écrivait à Copernic dans une lettre d'avril 1541 : « Au sujet des hypothèses, voici ce que j'ai toujours pensé : ce ne sont pas des articles de foi, ce sont seulement les fondements du calcul ; fussent-elles fausses que cela importerait peu, pourvu qu'elles reproduisissent exactement les phénomènes des mouvements ».
Grégoire XIII considérait les hypothèses astronomiques, comme celles utilisées par Copernic, comme « des artifices uniquement destinés à sauver les phénomènes ». Avec la réforme du calendrier qui aboutit en 1582 au calendrier grégorien, le Pape utilise les tables construites au moyen des théories de Copernic ; il n'entend pas pour autant adhérer à son hypothèse du mouvement de la Terre.

### De la réforme grégorienne du calendrier à la condamnation de Galilée
Pierre Duhem rappelle que l'on n'a pas à demander aux hypothèses « d'être vraies, ni même d'être vraisemblables », pourvu qu'elles sauvent les phénomènes. Cette opinion a été acceptée par les astronomes à partir de la publication de Copernic ; toutefois, elle perd du terrain entre la réforme du calendrier par Grégoire III et la condamnation de Galilée. Elle est même « violemment combattue au nom d'un réalisme général », doctrine selon laquelle il faut « trouver dans les hypothèses astronomiques des affirmations sur la nature des choses ». Cette nature des choses ne pouvait être que celle de la Bible.
Même les auteurs du courant réaliste, comme Clavius, admettent que Copernic a réussi à sauver les apparences grâce à son système d'hypothèses fictives. Clavius atténue ainsi ses affirmations réalistes. Clavius atténue la position copernicienne au sujet des hypothèses : si les hypothèses doivent permettre de sauver les phénomènes, ce n'est pas une raison pour accepter des hypothèses improbables. Or, pour qu'elles soient probables, « il faut qu'elles ne soient pas incompatibles avec les principes de la physique ; il faut, en outre, qu'elles ne soient pas en contradiction avec les enseignements de l’Église ». Tycho Brahé, lui, considère que les hypothèses de Copernic doivent être rejetées, quand bien même elles semblent si adaptées aux apparences, « car elles ne sauraient être conformes à la nature des choses ».
L'Inquisition considérait alors que la seule physique saine était celle d'Aristote et d'Averroès ; les hypothèses de l'immobilité du Soleil et de la mobilité d'une Terre qui ne serait pas le centre du monde semblaient « stultae et absurdae in philosophia ». Dans une lettre d'avril 1615 écrite par Bellarmin à l'attention de Foscarini, il préconise la prudence dans les nouvelles théories physiques ; il recommande que les théoriciens se contentent « de parler ex suppositione, et non pas d'une manière absolue », comme il a « toujours cru qu'avait parlé Copernic ». Il faut ainsi se garder d'annoncer absolument que la Terre est mobile et tourne autour d'un Soleil immobile.
Duhem rapporte l'entretien que le futur pape Urbain VIII a eu avec Galilée, après sa condamnation en 1616. Il lui recommande « de remarquer avec soin s'il y avait accord entre les Saintes Écritures et ce qu'il avait conçu touchant le mouvement de la Terre », et ce afin « de sauver les phénomènes qui se manifestent dans le Ciel et tous ce que les philosophes regardent communément comme acquis ». Galilée demeure silencieux.
Il ne suit pas entièrement la recommandation du prélat dans son Dialogue de 1632 : de temps à autre, il déclare certes qu'il « traite la doctrine de Copernic comme une pure hypothèse astronomique, sans la prétendre vraie en nature », mais le personnage de Salviati accumule les preuves en faveur de la réalité des positions copernicaines.

### Conclusion
Pierre Duhem conclut son ouvrage en constatant que « les physiciens de notre temps ont pesé plus minutieusement que leurs prédécesseurs l'exacte valeur des hypothèses employées en astronomie » ; ainsi, « ils ont vu se dissiper bien des illusions qui, naguère encore, passaient pour certitudes ». Ainsi, c'est Osiander, Bellarmin et Urbain VIII, et non Képler et Galilée, qui avaient raison sur la question des hypothèses et de la méthode expérimentale.
L'auteur revient ensuite sur la distinction entre la métaphysique et la physique, ou entre la « physique » comme elle était jadis appelée et l'astronomie. Il remarque que jusqu'à la Renaissance, il a été « malaisé de faire ce partage » entre ces deux disciplines : l'astronomie (ou la physique sublunaire) « ne connaissait guère les théories mathématiques », et ne s'était « pas encore dégagée de la cosmologie [métaphysique] ».
La distinction entre la physique des corps célestes et celle des choses sublunaires a perdu sa raison d'être grâce aux recherches de Léonard de Vinci et de Copernic, notamment, ce dernier ayant « osé assimiler la Terre aux planètes ». Tycho Brahé, ensuite, a « montré que les astres pouvaient, eux aussi, s'engendrer et périr ». La science doit aussi à Galilée qui, « en découvrant les tâches du Soleil et les montagnes de la Lune », a achevé le processus.
Toutefois, Copernic, Képler et Galilée ont fait erreur en soutenant que l'astronomie « doit prendre pour hypothèses des propositions dont la vérité soit établie par la physique », car cela implique que les hypothèses astronomiques soient des « jugements sur la nature des choses », ce qui n'est pas le cas. Le jugement de Duhem est ainsi nuancé : « En dépit de Képler et de Galilée, nous croyons aujourd'hui, avec Osiander et Bellarmin, que les hypothèses de la Physique ne sont que des artifices mathématiques destinés à sauver les phénomènes; mais grâce à Képler et à Galilée, nous leur demandons de sauver à la fois tous les phénomènes de l'Univers inanimé ».

## Thèses

### Opposition entre tenants de l'hypothèse fictive et tenants de l'hypothèse réaliste
Duhem expose la longue opposition entre les tenants de l'astronomie de Claude Ptolémée, qui évolue pour « sauver les apparences » et les partisans de la physique d'Aristote qui refusent tout modèle n'utilisant pas exclusivement les sphères homocentriques. Il montre ainsi l'opposition entre les scientifiques qui, les premiers, ont compris que les hypothèses n'avaient pas besoin d'être conformes à l'observation et pouvaient être parfaitement fictives dès lors que les résultats de la loi expérimentale qu'elles soutiennent sont conformes à l'observation, et les scientifiques comme Johannes Kepler qui ont soutenu la nécessité du réalisme hypothétique.

### Culpabilité de Galilée
Duhem soutient que c'est Galilée qui, par son obstination, est responsable de son procès : la doctrine religieuse de l'époque autorisait d'exprimer des hypothèses cosmologiques, mais Galilée est allé plus loin en affirmant que la réalité était conforme à sa doctrine. Duhem considère en effet, en positiviste, que la science se doit de « sauver les apparences » (ou « sauver les phénomènes »), c'est-à-dire créer des lois qui donnent des résultats expérimentaux conformes aux observations, sans prétendre décrire la réalité ultime, si tant est qu'elle existe.